# Bretagne Classic Ouest–France 2019
83. ročník jednodenního cyklistického závodu Bretagne Classic Ouest–France se konal 1. září 2019 ve Francii. Závod dlouhý 247,8 km vyhrál Belgičan Sep Vanmarcke z týmu EF Education First. Na druhém a třetím místě se umístili Belgičan Tiesj Benoot (Lotto–Soudal) a Australan Jack Haig (Mitchelton–Scott).

## Týmy
Závodu se zúčastnilo 25 týmů, z toho 18 UCI WorldTeamů a 7 UCI Professional Continental týmů. Každý tým přijel se sedmi jezdci, až na týmy Astana, Bahrain–Merida a Team Katusha Alpecin, které přijely se šesti jezdci. Na start se postavilo 172 jezdců, z nichž 90 závod dokončilo.

### UCI WorldTeamy
- AG2R La Mondiale
- Astana
- Bahrain–Merida
- Bora–Hansgrohe
- CCC Team
- Deceuninck–Quick-Step
- EF Education First
- Groupama–FDJ
- Lotto–Soudal
- Mitchelton–Scott
- Movistar Team
- Team Dimension Data
- Team Ineos
- Team Jumbo–Visma
- Team Katusha–Alpecin
- Team Sunweb
- Trek–Segafredo
- UAE Team Emirates

### UCI Professional Continental týmy
- Arkéa–Samsic
- Cofidis
- Delko–Marseille Provence
- Israel Cycling Academy
- Total Direct Énergie
- Vital Concept–B&B Hotels
- Wanty–Gobert

## Výsledky
| Pořadí | Jezdec                      | Tým                   | Čas        |
| ------ | --------------------------- | --------------------- | ---------- |
| 1      | Sep Vanmarcke (BEL)         | EF Education First    | 6h 12' 23" |
| 2      | Tiesj Benoot (BEL)          | Lotto–Soudal          | + 3"       |
| 3      | Jack Haig (AUS)             | Mitchelton–Scott      | + 3"       |
| 4      | Michael Valgren (DEN)       | Team Dimension Data   | + 20"      |
| 5      | Amund Grøndahl Jansen (NOR) | Team Jumbo–Visma      | + 20"      |
| 6      | Benoît Cosnefroy (FRA)      | AG2R La Mondiale      | + 20"      |
| 7      | Greg Van Avermaet (BEL)     | CCC Team              | + 20"      |
| 8      | Tim Wellens (BEL)           | Lotto–Soudal          | + 22"      |
| 9      | Florian Sénéchal (FRA)      | Deceuninck–Quick-Step | + 28"      |
| 10     | Eduard Prades (ESP)         | Movistar Team         | + 28"      |